# Хелемяэ, Карл
Карл Хелемяэ (эве Karl Helemäe; 12 сентября 1930, Эстония — 18 августа 1986, Таллин, Эстонская ССР) — эстонский советский прозаик, сценарист, журналист, редактор. Заслуженный журналист Эстонской ССР (1975).

## Биография
В 1972—1975 годах работал главным редактором газеты «Noorte Hääl», позже заместителем редактора газеты. В 1980-е годы был эстонским корреспондентом газеты «Комсомольская правда» .
Член аппарата ЦК ЛКСМ Эстонии и член Республиканской комиссии по делам несовершеннолетних при Совете министров Эстонской ССР.
Автор ряда романов, повестей и рассказов, сценарист. В 1980 году по его сценарию был снят кинофильм «Что посеешь», основанный на его же рассказе "Уполномоченный по весеннему севу". В 1982 году — короткометражный фильм — «Лошадиные ворота».
Похоронен на Таллинском лесном кладбище.